# Santo António das Areias
Santo António das Areias is een plaats (freguesia) in de Portugese gemeente Marvão en telt 1261 inwoners (2001).